# FEPSA
 (novembre 2022).
FEPSA ou FerroExpreso Pampeano est une société privée ferroviaire argentine (groupe Techint) qui gère l'infrastructure des trains de fret des lignes Roca, San Martín, Sarmiento et Mitre depuis novembre 1991.

## Réseau exploité
Au moment de sa privatisation, le contrôle et l'entretien de 5 200 km de voies à écartement large (1 676 m), dont 2 963 km sont exploités et 2 131 km sont en désuétude, 46 locomotives et 1600 wagons, ont été cédés.
FerroExpreso Pampeano est relié aux réseaux de Ferrosur Roca, Nuevo Central Argentino SA et Trenes Argentinos Cargas ; il a également accès aux terminaux portuaires d'Ingeniero White et de Rosario.
En 2014, Ferroexpreso Pampeano a transporté 350 000 tonnes de denrées alimentaires et 3 500 009 tonnes de marchandises au total,. La société a été mise en cause pour son manque de sécurité et le vol constant de marchandises sur les chemins de fer des branches qu'elle exploite.